# Eetu Kosonen
Eino Eetu Kosonen (* 19. Jahrhundert; † 23. Dezember 1953 ebenda) war ein finnischer Kunstturner.

## Biografie
Eetu Kosonen belegte bei den Olympischen Sommerspielen 1908 in London im Einzelmehrkampf den 88. Platz.
1903, 1906 und 1912 wurde er Finnischer Meister mit der Mannschaft von Viipurin Reipas.